# Морський бій за Гуадалканал
Морський бій за Гуадалканал (англ. Naval Battle of Guadalcanal), іноді називають Третя і Четверта битва біля острова Саво або Битва біля Соломонових островів, або, в японських джерелах, як Третя битва в Соломоновому морі (第三次ソロモン海戦|Дайсандзі Соромон кайсен), відбулась 12-15 листопада 1942 року, і була вирішальною битвою в серії морських боїв між союзниками і збройними силами Японської імперії в багатомісячній Гуадалканальській кампанії поблизу Соломонових островів. Битва тривала чотири дні і складалась із серії повітряних і морських боїв, що відбувалися, в основному, біля острова Гуадалканал і була безпосередньо пов'язана зі спробою Японії посилити присутність своїх сухопутних сил на острові. В битві загинули два адмірали ВМС США.
Сили союзників, в основному США, висадились на Гуадалканалі 7 серпня 1942 року і захопили аеродром, пізніше названий Гендерсон-Філд, що будувався японськими військовими. Декілька подальших спроб Імперської армії і флоту Японської імперії відбити аеродром, включаючи перекидання підкріплень на Гуадалканал транспортом, виявилися невдалими. На початку листопада 1942 року японці зібрали конвой для перевезення 7000 солдатів і військової техніки на Гуадалканалі, щоб ще раз спробувати повернути аеродром. Декільком японським військовим кораблям було поставлене завдання бомбардування Гендерсон-Філд з метою знищення авіації союзників, яка становила собою загрозу конвою. Вивчивши тактику японських військових, американські військові використовували авіацію і флот для протидії планам японського командування.
В двох складних нічних битвах обидва супротивники втратили багато кораблів. Союзники зірвали спробу бомбардування аеродрому японськими лінкорами. Також, в результаті денних повітряних атак, авіація США потопила і пошкодила багато японських військових і транспортних кораблів. Результатом цих боїв стало те, що США успішно відбили останню спробу Японії вигнати війська Союзників зі своїх територій на Гуадалканалі і поблизу острова Тулагі. Підсумок битви — важлива стратегічна перемога США і союзників.

## Передумови
Шестимісячна кампанія на Гуадалканалі почалася 7 серпня 1942 року, коли війська союзників (в основному США) висадилися на Гуадалканалі, Тулагі та островах Флорида на Соломонових островах, довоєнних колоніальних володіннях Великої Британії.
Висадка була спрямована на те, щоб запобігти використанню японцями островів як баз, з яких вони могли б загрожувати маршрутам постачання між США та Австралією, щоб убезпечити острови як відправні точки для кампанії з нейтралізації основної японської військової бази в Рабаулі та для підтримки Новогвінейській кампанії. Американці швидко захопили аеродром, який будували японці, перейменували його на Гендерсон-Філд і розгорнули авіабазу під назвою Cactus Air Force (CAF)  відповідно до кодової назви союзників для острова Гуадалканал. Протягом двох наступних місяців для захисту аеродрому було розміщено 20 000 американських солдатів.
У відповідь японський імператорський генеральний штаб доручив 17-тій японській армії, що базувалася в Рабаулі, під командуванням генерал-лейтенанта Гіакутаке Харуйосі знову здобути Гуадалканал. Перші підрозділи прибули до Гуадалканалу 19 серпня, щоб вибити союзні сили острова. Через загрозу, що представляють пристрої CAF на Гендерсон-Філд, японці не могли використовувати великий та повільний транспорт для постачання військ та припасів на острові. Тому вони були змушені використовувати швидкі кораблі, що базуються на Рабаулі та на островах Шортленд. Останні, по суті, есмінці та легкі крейсери з 8-го флоту, яким командував віце-адмірал Гунічі Мікава, могли їхати туди-сюди в протоці Нової Джорджії протягом ночі, коли американські повітряні можливості були обмежені. Однак ці кораблі не були придатними для транспорту, і транспортувати важке обладнання, наприклад, артилерію чи транспортні засоби та значну частину постачання. Ці швидкі конвої були прозвані союзниками «Токійський експрес» та «щурячим перевезенням» японцями.
Перша японська спроба знову захопити Гендерсон-Філд зазнала невдачі, коли напад 917 чоловіків був відштовхнутий під час битви на Тенару 21 серпня, а другий 12 вересня та 14 не вдався з великими втратами.
14 жовтня два японські лінкори здійснили нічне бомбардування Гендерсон-Філду, яке знищило значну частину пристроїв та обладнання. Це дозволило японцям створити важливий транспортний конвой, який відправив 15 000 додаткових чоловіків, а також їх важке обладнання. Американці все-таки швидко відновили втрати і замінили пристрої, зруйновані з авіабази, які стали діяти протягом тижнів, що слідували.
Підсилені японські війська знову намагалися захопити острів між 20 та 26 жовтня, але вони знову були відштовхнуті зі значними втратами під час битви при Гендерсон-Філді. У той же час віцеадмірал Наґумо, командир 3-го флоту, під час битви на островах Санта-Крус, зумів змусити  пошкоджений «Ентерпрайз», відступити назад і затопити «Хорнет». Японський флот, однак, зазнав великих втрат і повинен був повернутися до Трука та Рабаула, а також відправити його авіаносці до Японії, щоб їм здійснити постачання та повторно обладнати.
Японська армія запланувала чергову атаку на Гуадалканал у листопаді 1942 року, але нові підкріплення були потрібні до його початку. Армія попросила підтримку Імператорського флоту для транспортування підкріплення на острів та підтримання запланованого наступу. Адмірал Ямамото надає 11 великих транспортних кораблів для перевезення 7000 солдатів з 38-ї піхотної дивізії, їх боєприпасів, їхніх запасів та важкої техніки з Рабаула до Гуадалканалу. Він також призначив військово-морську силу підтримки, яка відправлена на атол Антонг Джава, і яка включала два швидкі лінійні кораблі. Останні, «Хіей» та «Кірішіма», були оснащені спеціальними фрагментаційними снарядами, щоб знищити Гендерсон-Філд в ніч із 12 на 13 листопада, щоб дозволити повільному конвою досягнути Гуалканалу. Цей бомбардувальний флот був під командуванням віце-адмірала Хіроакі Абе на борту «Хіей».
Навіть якби вони мали певну перевагу в повітрі, союзники, однак, мали труднощі з постачанням та зміцненням своїх сил через загрозу японців у морі та в повітрі. На початку листопада 1942 року військова розвідка союзників дізналася, що японці готують нову атаку. Потім Сполучені Штати розгорнули великий конвой постачання та підкріплення, керований контрадміралом Річмондом К. Тернером 11 листопада. Ці кораблі супроводжувались двома оперативними силами, якими командували контрадмірали Даніель Дж. Каллаган та Норман Скотт і захищені літаками CAF, що базуються в Гуадалканалі. Транспорт кілька разів атакувався 11 та 12 листопада поблизу Гуадалканалу японськими літаками, що базувалися в Буїн на острові Бугенвіль, але вони висадили вантаж, не зазнавши значної шкоди. Дванадцять японських літаків були збиті зенітними гарматами американських кораблів або винищувачами, що базувалися в Гендерсон-Філд.

## Перша морська битва за Гуадалканал: 13 листопада

### Підготовка
Флотилія Абе зібралася на схід від острова Санта-Ісабель і вирушила до Гуадалканалу 12 листопада з орієнтовним прибуттям вранці 13 листопада. Повільніший транспортний конвой, який супроводжувало 12 есмінців під командуванням Райіз Танаки, розпочав свій рух у протоці Нової Джорджії і повинен був прибути в ніч на 13-те. Крім лінійних крейсерів  «Хіей» (адміральський корабель Абе) і «Кірішіма», флотилія Абе включала легкий крейсер «Наґара» та 11 есмінців («Самідаре», «Мурасаме», «Асагумо», «Терудзукі», «Амацукадзе», «Юкікадзе», «Ікадзучі», «Інадзума», «Акацукі», «Харусаме» та «Юдачі»). Три інших есмінці («Сігуре», «Сірацую» та «Югуре») забезпечували ар'єргард біля островів Рассела під час просування Абе в протоці поблизу острова Саво, яку згодом назвали «Айронботтом-Саунд» (англ. Ironbottom Sound, протока «Залізне дно»), через велику кількість потоплених в ній американських та японських кораблів.. Американські пристрої розпізнавання визначили підхід японських кораблів та проінформували командування союзників. Потім Тернер відокремив усі наявні кораблі, щоб захистити війська на землі від неминучої японської атаки, і наказав усім кораблям постачання, розташованими в Гуадалканалі, залишити острів увечері 12 листопада. Каллаган був на кілька днів старший, ніж найдосвідченіший Скотт, і тому він був поставлений на чолі всіх операцій. Тернер та транспортні кораблі безпечно прибули на Еспіриту-Санто 15 листопада.
Каллаган підготував свої сили, щоб зіткнутися з японцями в протоці протягом ночі. Сюди входили два важкі крейсери («Сан-Франциско» та «Портленд»), три легкі крейсери («Гелена», «Джуно» та «Атланта») та вісім есмінців («Кашинг», «Лаффей», «Стеретт», «О'Беннон», «Аарон Вард», «Бартон», «Монссен» та «Флетчер»). Адмірал Каллаган командував з «Сан-Франциско».
Під час підходу до Гуадалканалу японські війська пройшли крізь великий та інтенсивний шквальний дощ, який, разом зі складним формуванням і деякими заплутаними наказами від Абе, розділив формування на кілька груп. Сили США рухалися однією колоною через Айронботтом-Саунд. Есмінці рухались спереду та ззаду колони, крейсери розташовувались у центрі. П'ять кораблів мали новий набагато більший радіолокатор SG, але жоден не був у передній частині колони, і флагман Каллагана також не мав радара. Каллаган не видав командирам своїх кораблів план бою.

### Бій
Близько 1:25 13 листопада, майже в тотальній темряві через негоду та молодий місяць, японські кораблі увійшли в протоку між островом Саво та Гуадалканалом і готувались до бомбардування Гендерсон-Філд з вибуховими снарядами, спеціально передбаченими цією місією. На відміну від американських військово-морських сил, японці інтенсивно тренувались вночі і проводили часті нічні стрільби, і цей досвід видався дієвим не лише в битві, а й у кількох інших сутичках в Гуадалканалі в наступні місяці.
Декілька американських кораблів виявили на радарі наближення японців, починаючи приблизно з 01:24, але мали труднощі з передачею інформації Каллагену через проблеми з радіообладнанням, відсутність дисципліни щодо процедур зв'язку та загальну відсутність досвіду роботи як згуртованої флотської одиниці. Повідомлення були надіслані та отримані, але не дійшли до командира вчасно для обробки та використання. Маючи обмежене розуміння нової технології, Каллаган марно витрачав час, намагаючись узгодити інформацію про дальність і пеленг, отриману від радара, з візуальними спостереженнями. Через брак сучасного бойового інформаційного центру (CIC), де вхідну інформацію можна було б швидко обробляти та координувати, оператор радара повідомляв про судна, які не були в полі зору, а Каллаган намагався координувати бій візуально з містка. Через попередній удар камікадзе по надбудові «Сан-Франциско» Каллаган і капітан Кессін Янг (який, на жаль, щойно почав свою першу команду крейсером чотирма днями раніше, 9 листопада) повинні були працювати з новим виконувачем обов’язків виконавчого офіцера (він фактично був командиром з контролю за пошкодженнями), який перебував на своєму новому сильно пошкодженому резервному командному пункті менше ніж дванадцять годин, а радар і управління вогнем тут не працювали. Це негативно вплинуло на якість управління операцією. (Післябойовий аналіз цієї та інших ранніх надводних дій на призведе безпосередньо до впровадження сучасних CIC на початку 1943 року.)
Через кілька хвилин два флоти помітили майже одночасно один одного, але двоє адміралів вагалися перед тим, як розпочати битву. Абе, очевидно, був здивований близькістю американських кораблів. Він спочатку вагався, чи йому відступити, щоб дати можливість своїм лінкорам перезарядити протикорабельними снарядами замість бомбардувальних, а чи рухатись далі. Зрештою він вирушив далі · . Каллаган, схоже, прагнув здійснити маневр «Паличка над Т», як це зробив Норман Скотт під час бою біля мису Есперанс, але, стурбований неповною інформацією, яку він отримав, і через те, що японський флот був розділений на кілька розпорошених груп, він дав кілька незрозумілих наказів своїм кораблям та витратив занадто багато часу на маневри.
Стрій американських кораблів почав розпадатися, що ще більше затримало виконання наказу Каллагана відкрити вогонь, коли він спочатку намагався визначити та вирівняти позиції своїх кораблів.. Тим часом формування обох сил почали перетинатись, оскільки командири окремих кораблів з обох сторін з нетерпінням чекали дозволу відкрити вогонь.

#### Перші залпи
О 1:48 ранку «Акацукі» та «Хіей» ввімкнули прожектори та висвітлили «Атланту» лише на відстані 2700 м, на близькій відстані для військово-морської артилерії лінкора. Кілька кораблів в обох таборах відкрили вогонь одночасно. Зрозумівши, що його флот майже був оточений японськими кораблями, Каллаган наказав, щоб "непарні кораблі стріляли з правого борту, парні кораблі стріляли з лівого борту" · ". Повідомлення було заплутаним, оскільки жоден попередній план не передбачав подібних номерів кораблям, і оскільки формування було хаотичним, було важко знати, в якому порядку були кораблі. Більшість інших американських кораблів потім відкрили вогонь, навіть якщо швидко змінили ціль, щоб поважати наказ Каллагена. Переплетення утворень призвело до розгубленого та хаотичного ближнього бою, де оптика та японські тренування в нічному бою виявилися дуже ефективними. Пізніше офіцер з «Монссена» писав, що битва схожа на "бійку в барі після вимкнення вогнів".
Щонайменше шість американських кораблів, включаючи «Лаффей», «О'Беннон», «Атланта», «Сан-Франциско», «Портленд» та «Гелена», вистрілили по «Акацукі», який концентрував постріли через його освічені прожектори. В японський есмінець кілька разів попали і він затонув за кілька хвилин.
Можливо, тому, що він був головним крейсером американської формації, «Атланта» взяли за ціль кілька японських суден, включаючи «Хіей», «Наґара», «Інадзума» та «Ікадзучі», крім «Акацукі». Снаряди завдали сильних пошкоджень, а торпеда типу 93 знищила машинну кімнату. «Атланта» проходила по лінії стрільби «Сан-Франциско», який випадково вистрілив в нього. Контр-адмірал Скотт був убитий, а також значна частина офіцерів, присутніх на містку. Без руху та не в змозі використовувати свої гармати, «Атланта» продрейфував з району, а японські кораблі проходили поблизу. Американський есмінець «Кашинг» опинився в центрі перехрестя між кількома японськими есмінцями; він зазнав великих пошкоджень і зупинився.
Крейсер «Хіей», з його дев'ятьма освітленими прожекторами, його вражаючим розміром та його траєкторією, орієнтованою безпосередньо на американську формацію, стає мішенню пострілів багатьох американських кораблів. «Лаффей» пройшов так близько до «Хіей», що він уникнув зіткнення лише 6 м. Однак крейсеру не вдалося знизити свої основні та вторинні батареї, щоб попасти в «Лаффей», але американський есмінець розтрощив надбудови своїми гарматами 127 мм та кулеметами і серйозно пошкодив місток «Хіей». Багато офіцерів загинули, а Абе, поранений, залишився відкликаним від командування для решти битви. «Стеретт» та «О'Беннон» також зробили кілька залпів з короткого діапазону по надбудові «Хіей» та, можливо, одну або дві торпеди у корпус, що збільшило шкоду до того, як двоє есмінців втекли в темряві.
Не в змозі використовувати свої основні та вторинні батареї по трьох есмінцях поблизу, «Хіей» потім орієнтував свої постріли на «Сан-Франциско», який був за 2300 м. Лінкор, «Кірішіма», Іназума та Іказучі кілька разів влучили у «Сан-Франциско», керування якого було пошкоджено. Більшість офіцерів містка були вбиті, включаючи адмірала Каллагана та капітана Кассіна Янга. Перші постріли «Хіей» та «Кірішіма» використовували фрагментаційні снаряди, призначені для бомбардування аеродрому, і шкода, завдана американському кораблі, була менш значною, через що, він негайно не затонув . Не очікуючи військово-морської битви, екіпажі двох японських лінкорів витратили кілька хвилин для зарядження антибліндажних боєприпасів. «Сан-Франциско» вдалося тимчасово відійти від сутички, і один з його снарядів попав в командну кімнати руля «Хіей», який був виведений із ладу. «Гелена» пішов за «Сан-Франциско», щоб спробувати прикрити його відхід.
«Наґара» і есмінці «Терудзукі», і «Юкікадзе» підійшли до «Кашинга», що дрейфував, і їхні постріли знищили всі його системи · . Не в змозі відповісти, екіпаж відмовився від корабля, який потонув через кілька годин. Втікши від «Хіей», «Лаффей» зустрів «Асагумо», «Мурасаме», Самідаре і, можливо, «Терудзукі» · . Японські есмінці обстрілювали його своєю артилерією, а торпеда пронизала його кіль. Пожежі дісталися до магазину через кілька хвилин, і корабель вибухнув перед тим як потонути.
«Портленд» після участі у знищенні «Акацукі» був пронизаний торпедою з «Інадзума» чи «Ікадзучі», що завдало серйозної шкоди його кормі. Корабель почав ходити колами і більше не брав участі у самому протистоянні навіть якщо йому вдалося зробити кілька залпів проти «Хіей».
«Юдачі» та «Амацукадзе» незалежно один від одного атакували п'ять американських ар'єргардних есмінців. Дві торпеди з «Амацукадзе» влучили в «Бартон», який негайно затонув, забравши значну частину екіпажу. Потім «Амацукадзе» вступив у бій з «Джуно», який був уражений торпедою під час перестрілки з «Юдачі». Сильно пошкоджений і позбавлений силової установки американський корабель відійшов від бойових дій.
«Монссен» уникнув аварії «Бартон» і продовжив рух вперед у пошуках цілей. Його помітили «Асагумо», «Мурасаме» та Самідаре, які щойно обстріляли «Лаффей». Пронизаний японськими снарядами, «Монссен» був швидко евакуйований екіпажем і незабаром затонув.
«Амацукадзе» підійшов до відступаючого «Сан-Франциско» з наміром добити його. Він випустив чотири торпеди на таку близьку відстань, що вони не спрацювали і тому були неефективними. Однак, зосередивши гарматний вогонь на «Сан-Франциско», «Амацукадзе» не помітив наближення «Гелени», який випустив кілька повних бортових пострілів зі свого 152-мм калібру з близької відстані. Серйозно пошкоджене, понад сорок загиблих, японське судно врятувалося завдяки димовій завісі, тоді як «Гелена» вступив у бій з «Асагумо», Murasame та «Самідаре» · .
«Аарон Вард» і «Стеретт» незалежно один від одного помітили Yudachi, який, здавалося, ігнорував наближення двох американських есмінців. Японський корабель був одночасно вражений снарядами і торпедами з обох суден, і його екіпаж був змушений покинути його, хоча він не затонув відразу. Продовжуючи по інерції, «Стеретт» був зненацька атакований «Терудзукі» і отримав серйозні пошкодження перед тим, як відступити на схід. «Аарон Вард» опинився в поєдинку з лінкором «Кірішіма», і есмінець отримав серйозні пошкодження. Він також намагався відступити на схід, але швидко зупинився, оскільки його двигун був знищений. Роберт Лекі, морський піхотинець США на Гуадалканалі, описав битву:
«Здійнялися освітлювальні ракети, жахливі й червоні. Величезні трасери освітлювали ніч своїми помаранчевими траєкторіями... Море було схоже на відполіровану обсидіанову пластину, на якій ніби були розміщені нерухомі військові кораблі та перебували в центрі концентричних кіл, схожих на ударні хвилі, що виникають при падінні каменя. в грязь. »

#### Кінець боїв
Після майже 40 хвилин жорстокої сутички обидві сторони відійшли, і стрілянина припинилася о 2:26 після наказів Абе та капітана Гілберта Гувера (капітана «Гелени» та найвищого американського офіцера, який залишився в живих на цьому етапі бою) припинити бій. З японської сторони один лінкор («Кірішіма»), один легкий крейсер («Наґара») і чотири есмінці («Асагумо», «Терудзукі», Yukikaze і Harusame) зазнали лише легких пошкоджень, а чотири есмінці (Inazuma, Ikazuchi, Murasame і «Самідаре») отримали помірні пошкодження. З іншого боку, тільки один легкий крейсер («Гелена») і один есмінець («Флетчер») все ще могли воювати на боці Америки. Хоча він не знав про це, Абе мав повну свободу бомбардувати Гендерсон Філд, знищити останні американські військово-морські сили в цьому районі та підготуватися до висадки військ і припасів на Гуадалканалі.
Однак у цей вирішальний момент Абе вирішує відмовитися від місії та залишити територію. Для пояснення цього вибору було висунуто декілька причин. Більшість вибухонебезпечних боєприпасів, призначених для бомбардування, було використано в бою, і якщо Henderson Field не було знищено вночі, японські кораблі були б уразливі для американської повітряної атаки на світанку. Подібним чином його поранення та втрата багатьох офіцерів у його штабі могли вплинути на рішення Абе про те, що він не був впевнений щодо кількості американських кораблів, виведених з ладу через проблеми зв’язку з «Хіей». Крім того, його власний флот був розпорошений, і перегрупування для бомбардування авіабази та знищення останніх американських кораблів у цьому районі зайняло б деякий час. Якою б не була причина, Абе наказав своєму флоту відійти, хоча «Юкікадзе» та «Терудзукі» залишилися, щоб підтримати «Хіей». «Самідаре» підібрав вцілілих з «Юдачі» о 3 ранку перед тим, як приєднатися до відступу на північ.

### Наслідки
О 3:00 13 листопада адмірал Ямамото скасував висадку транспортів, які повернулися на Шортлендські острови, щоб очікувати подальших наказів. На світанку три японські кораблі («Хіей», «Юдачі» та «Амацукадзе») та три американські кораблі («Портленд», «Атланта» та «Аарон Вард»), усі пошкоджені, все ще були біля острова Саво. «Амацукадзе» був невдало атакований американськими пікіруючими бомбардувальниками на шляху до Трука. Покинутий корпус «Юдачі» був потоплений «Портленд», чиї гармати все ще працювали, незважаючи на знищення інших систем корабля. Тральщик «Боболінк» патрулював територію протягом 13 листопада, щоб підтримувати пошкоджені американські кораблі, повертати вцілілих американців і, за деякими джерелами, вбивати японців, які вижили.
«Хіей» кілька разів атакували торпедоносці TBF Avenger з Гендерсон-Філд, TBF і пікіруючі бомбардувальники SBD Dauntless з авіаносця «Ентерпрайз», який покинув Нумеа 11 листопада, а також B-17 Flying Fortresses ВПС США, що базувалися в Еспіріту-Санто. Абе, який був переведений на Yukikaze о 8:15 ранку, наказав Kirishima буксирувати Hiei, але спроба була скасована через загрозу з боку американських підводних човнів і зростаючу неморехідність «Хіей». Після подальших повітряних атак «Хіей» затонув на північний захід від острова Саво, можливо, після того, як його затопив його екіпаж, увечері 13 листопада.
«Портленд», «Сан-Франциско», «Аарон Вард», «Стеретт» і «О'Баннон» змогли дістатися до американських військово-морських баз для ремонту. Однак «Атланта» затонув біля Гуадалканалу о 20:00 13 листопада. Пізніше того ж дня «Джуно» покинув Соломонові острови з «Сан-Франциско», «Гелена», «Стеретт» і «О'Баннон», був торпедований японським підводним човном I-26 і після сильного вибуху корабель затонув за кілька секунд. Визначивши, що вцілілих немає, інші кораблі продовжили свій шлях. Насправді майже сто чоловіків із 697 членів екіпажу вижили та залишалися в морі вісім днів до прибуття допомоги. Лише десятеро моряків уникли погодних умов і нападів акул, а серед загиблих були п'ять братів Салліван.
Було нагороджено п’ятьма медалями Пошани: адмірал Норман Скотт (загинув на борту «Атланти») і чотири офіцери та унтер-офіцери на борту «Сан-Франциско», Деніел Дж. Каллаган (посмертно, адмірал), Брюс МакКендлесс, Герберт Емері Шонланд і Рейнхардт Дж. Кепплер (посмертно).
Через заплутаний характер бою американці вважали, що вони потопили сім японських кораблів, і оскільки японські кораблі відступили, вони вважали, що здобули велику перемогу. Лише після війни дізналися, що це була важка тактична поразка.
Більшість істориків, однак, вважають, що рішення Абе відійти перетворило цю тактичну поразку на американську стратегічну перемогу, тому що Гендерсон-Філд залишався діючим, а його авіація змогла запобігти наближенню японських транспортів · . Японці також втратили можливість повністю ліквідувати американські військово-морські сили з цього району. Згідно з деякими джерелами, Ямамото був розлючений і звільнив Абе з посади, перш ніж пізніше домовитися про його примусову відставку. Здається, однак, що Ямамото був більше роздратований втратою одного зі своїх лінкорів, ніж відмовою від бомбардування та незнищенням американських військ. Незадовго до полудня Ямамото наказав віце-адміралу Нобутаке Кондо, який командував 2-м флотом у Труку, сформувати нові бомбардувальні сили, організовані навколо «Кірішіми», і атакувати Гендерсон-Філд у ніч з 14 на 15 листопада.
Після затоплення «Джуно» втрати американців склали 1439 убитих, тоді як японці зазнали від 550 до 800 убитих. Історик Річард Б. Франк писав:

«Жорстокість, коротка відстань і плутанина цього протистояння не мають рівних серед битв війни. Результат, однак, не був вирішальним. Жертва Каллагена та його флоту забезпечила нічний перепочинок для Гендерсон-Філда. Він радше затримав, ніж зупинив висадку великого японського підкріплення, і більша частина [японського] Об’єднаного флоту ще не вступила в дію. »

## Інші сутички: 13-14 листопада
Хоча конвой на Гуадалканал затримався, Танака та одинадцять транспортних кораблів відновили свою подорож у другій половині дня 13 листопада. Флотилія японських крейсерів 8-го флоту, яка базувалася в Рабаулі і спочатку була призначена для захисту розвантаження транспортних кораблів ввечері 13 листопада, отримала наказ відновити бомбардування, покинуте Абе. Лінкор «Кірішіма», припинивши буксирування «Хіей», попрямував на північ між островами Санта-Ісабель і Малаїта, щоб приєднатися до крейсерів у місії бомбардуванняя.
До складу крейсерської флотилії 8-го флоту під командуванням віце-адмірала Гунічі Мікави входили важкі крейсери Чокай, Кінугаса, Майя та Сузуя, легкі крейсери Ісудзу та Тенрю та шість міноносців. Флотилії Мікави вдалося досягти району Гуадалканалу без протидії, оскільки американський флот відступив. «Сузуя» та «Майя» під командуванням контр-адмірала Сьоджі Нісімури бомбардували Гендерсон-Філд, а решта флоту Мікави курсувала біля острова Саво, щоб протистояти можливій американській атаці. 35-хвилинний обстріл завдав шкоди американським установкам і літакам, але авіабаза залишалася працездатною. Флотилія крейсерів припинила бомбардування близько 2:30 ночі 14 листопада і попрямувала до Рабаула, пройшовши на південь від острова Нова Джорджія.
На світанку літаки, що базувалися на Гендерсон-Філд і на авіаносці «Ентерпрайз», дислокованому приблизно в 370 км на південь від Гуадалканалу, атакували флотилію Мікави, а потім групу транспортних кораблів. Затоплення «Кінугаси» коштувало життя 511 морякам, а пошкоджений «Майя» повернувся до Японії для ремонту. Шість японських транспортних кораблів було потоплено американськими літаками, а ще один, пошкоджений, повернувся назад, але затонув. 450 японських солдатів було вбито, а вцілілі з конвою були врятовані ескортом міноносців і повернулися на Шортлендські острови. Решта конвою, чотири транспортні кораблі та чотири есмінці, продовжили рух до Гуадалканалу ввечері 14 листопада, але зупинилися на захід від Гуадалканалу, щоб дочекатися закінчення морського протистояння.
Група Кондо зібралася на Онтонг-Яві ввечері 13 листопада, а вранці 14 листопада повернулася для поповнення запасів поза зоною дії літаків на Гендерсон-Філд. Американський підводний човен «Траут» слідував за «Кірішіма», але не зміг атакувати його під час дозаправки. Бомбардувальний флот продовжував рух на південь і був розбомблений американською авіацією вдень 14 листопада; підводний човен «Флаїнг Фіш» безрезультатно випустив п'ять торпед по японській групі, але передав свою позицію по радіо · .

## Друга морська битва за Гуадалканал: 14-15 листопада

### Підготовка
Флотилія Кондо наблизилася до Гуадалканалу, проходячи повз острів Саво близько опівночі 14 листопада, коли півмісяць забезпечував хорошу видимість, приблизно 7 км. Флот включав лінкор «Кірішіма», важкі крейсери «Атаго» і «Такао», легкі крейсери «Нагара» і «Сендай» і дев’ять есмінців, деякі з яких брали участь у першому нічному бою два дні тому. Кондо взяв «Атаго» своїм флагманом. Не маючи боєготових кораблів, адмірал Вільям Ф. Гелсі відокремив нові лінійні кораблі «Вашингтон» і «Саут Дакота» від оперативної групи «Ентерпрайза» з чотирма есмінцями під командуванням віце-адмірала Вілліса Августа Лі для захисту Гуадалканалу та Гендерсон-Філд. Однак ця підтримка була обмеженою, оскільки лінкори діяли разом лише кілька днів, а міноносці належали до чотирьох різних груп і були обрані лише тому, що вони були найкраще забезпечені з доступних кораблів. Американський флот прибув в Айронботтом-Саунд увечері 14 листопада і почав патрулювати навколо острова Саво. Американські кораблі сформували колону з чотирма міноносцями попереду та двома лінкорами в тилу. 14 листопада о 22:55 радари «Саут Дакоти» і «Вашингтона» помітили японські кораблі, що наближалися до острова Саво на відстані 18 000 м.

### Бій
Кондо розділив свої сили на кілька груп, включаючи групу під командуванням Сінтаро Хасімото з крейсером «Сендай» і есмінцями «Шікінамі» та «Уранамі» («C» на картах), які мали патрулювати на південний захід від острова Саво, щоб виявити кораблі союзників. Японські кораблі виявили війська Лі близько 23:00, хоча Кондо помилково ідентифікував лінкори як крейсери. Кондо наказав групі Хасімото, посиленій Нагарою та чотирма есмінцями («D» на картах), вступити в бій з американською флотилією, перш ніж ввести бомбардувальні сили, що складалися з «Кірісіми» та важких крейсерів («E» на картах). ) у Ironbottom Sound . Американські кораблі («A» на картах) помітили флот Сендай на радарі, але не виявили інших японських кораблів. Два американські лінкори використавши радіолокаційні дані відкрили вогонь по групі «Сендай» о 23:17. Японські кораблі не були вражені, і вони залишили зону дії американських радарів.
У той же час чотири есмінці американського авангарду вступили в бій з Аянамі і групою Нагара о 23:22. Нагара і супроводжуючі його есмінці відповіли точним артилерійським і торпедним вогнем; есмінці USS Walke і USS Preston були підбиті і затонули менш ніж за десять хвилин, взявши з собою майже 200 моряків. Носова частина есмінця USS Benham була відірвана торпедою, і судно затонуло наступного дня після спроби відійти, тоді як USS Gwin було виведено з ладу через руйнування його машинного відділення. Американські міноносці, однак, зіграли свою роль прикриття для лінкорів, зазнавши впливу контакту з ворогом. Лі наказав USS Benham і Gwin відступити о 23:48.
«Вашингтон» пройшов через територію, захаращену уламками американських есмінців, і обстріляв Ayanami з допоміжної артилерії. Відразу за ним «Саут Дакота» зіткнувся з кількома проблемами з електрикою, які вивели з ладу радар, радіостанції та більшість акумуляторів. Однак він продовжувала слідувати за «Вашингтоном» у напрямку західної сторони острова Саво до 23:35, коли «Вашингтон» повернув у лівий бік, щоб пройти на південь від палаючих есмінців. «Саут Дакота» намагався слідувати, але був змушений повернути праворуч, щоб уникнути USS Benham, що поставило лінкор перед палаючими уламками, а його силует на тлі полум'я зробив його легкою мішенню для японців.
Дізнавшись про знищення американських есмінців, Кондо спрямував свої бомбардувальні сили на Гуадалканал, вважаючи, що американський флот знищено. Тому японський і американський флоти наступали прямо один на одного.
Майже сліпий та нездатний ефективно використовувати свою артилерію, «Саут Дакота» був освітлений прожекторами та атакований більшістю японських кораблів, починаючи з опівночі 15 листопада. Хоча йому вдалося кілька разів вразити «Кірішіму», «Саут Дакота» отримав влучання 25 снарядів середнього і один великого калібру, деякі з яких не розірвалися, що повністю знищило комунікації корабля та підпалило частину надбудов. Проте всі торпеди промахнулися. Віце-адмірал Лі описав вплив японської артилерії на його корабель як «зробила один з наших нових лінкорів глухим, німим, сліпим і безсилим». 39 моряків загинули та ще 59 отримали поранення на борту «Саут Дакота», який відійшов із зони бойових дій о 12:17 ранку, не повідомивши віце-адмірала Лі, хоча японські спостерігачі помітили рух · .
Японці продовжували зосереджувати вогонь на «Саут Дакота», але ніхто не помітив «Вашингтон», що наблизився на 8200 м. «Вашингтон» стежив за великою ціллю («Кірішіма») на радарі, але не стріляв, побоюючись, що це може бути «Саут Дакота». «Вашингтон» не стежив за рухом «Саут Дакота», тому що він був у сліпій зоні радара, і Лі не міг зв’язатися з ним по радіо, щоб запитати його позицію. Коли японці висвітлили і відкрили вогонь по «Саут Дакота», усі сумніви щодо ідентичності кораблів були зняті. Зі своєї близької позиції «Вашингтон» відкрив вогонь і влучив у «Кірішіму» щонайменше дев'ятьма снарядами з основної батареї та майже 40 з другорядних гармат. Японський лінкор отримав серйозні пошкодження і загорівся; його корпус був пробитий нижче ватерлінії, а його пошкоджене кермо змусило його неконтрольовано обертатися по колу праворуч.
О 00:25 Кондо наказав усім доступним кораблям зібратися та знищити всі американські кораблі, що залишилися. Японські кораблі, однак, не знали, де знаходиться «Вашингтон», а інші американські кораблі вже покинули район бою. «Вашингтон» прямував на північний захід до островів Рассел, щоб відтягнути японський флот від Гуадалканалу та пошкодженого «Саут Дакота». Зрештою японські кораблі помітили «Вашингтон» і випустили кілька торпед проти корабля, але його екіпажу вдалося уникнути їх і не сісти на мілину на мілководді. Нарешті, враховуючи, що шлях для конвою японських транспортів був вільним, Кондо наказав своїм кораблям, що залишилися, припинити бій і залишити територію близько 1:04 ночі, що більшість японських кораблів і зробили до 1:30 ночі.

## Наслідки
Не встигши перевезти більшість військ та припасів, японці не змогли розпочати черговий наступ проти Гендерсон Філд. Після битви Імператорський флот лише доставив мінімум з точки зору провізії та підкріплення для підтримки військ на Гуадалканалі. Через постійну загрозу літаками Гендерсона та авіаносців в цьому районі, лише кораблі "Tokyo Express" могли перевезти припаси, але цього було недостатньо, і з 7 грудня 1942 року японці на острові, втрачали близько 50 чоловіків на день через битви, хвороби та відсутність їжі. 12 грудня японський флот запропонував покинути Гуадалканал. Незважаючи на початкову опозицію армії, яка все ще думала, що може взяти острів, Імператорський генеральний штаб прийняв евакуацію військ 31 грудня, щоб створити нову лінію оборони в Новій Джорджії.
Таким чином, військово-морська битва в Гуадалканалі була останньою великою японською спробою взяти під контроль води навколо Гуадалканалу або знову взяти острів. Зі свого боку, американський флот був здатний постачати війська на острові, як це заманеться, і висадити два нові підрозділи наприкінці грудня 1942 року. Японська нездатність нейтралізувати Хендерсон Філд, засудила японські зусилля протистояння прогресу союзників на Гуадалканалі, останні японські війська були евакуйовані 9 лютого 1943 року.
Дізнавшись про результат битви, президент Франклін Делано Рузвельт прокоментував: "Здається, що перелом цієї війни було остаточно досягнуто". Історик Ерік Хаммель таким чином описав важливість битви на Гуадалканальні:

«12 листопада 1942 року імператорський [японський] флот мав найкращі кораблі та найкращі тактики. Після 15 листопада 1942 р. її лідерам не вистачало стратегічної глибини, щоб впоратися зі зростаючим американським флотом та його значною мірою покращеною зброєю та тактикою. Японці більше не вдосконалювались, тоді як після листопада 1942 року американський флот не переставав вдосконалюватись. »